# Mount Allen, Alberta
Mount Allen är ett berg i Kanada.   Det ligger i provinsen Alberta, i den centrala delen av landet, 3 000 km väster om huvudstaden Ottawa. Toppen på Mount Allen är 3 310 meter över havet, eller 355 meter över den omgivande terrängen. Bredden vid basen är 0,22 km. Mount Allen ingår i Bow Range.
Terrängen runt Mount Allen är huvudsakligen bergig, men åt sydväst är den kuperad.Trakten runt Mount Allen är nära nog obefolkad, med mindre än två invånare per kvadratkilometer.. Närmaste större samhälle är Lake Louise, 16,0 km norr om Mount Allen. 
Trakten runt Mount Allen består i huvudsak av gräsmarker.